# 純愛
純愛（じゅんあい）とは、邪心のない、ひたむきな愛。純愛の定義としては、他に「その人のためなら自分の命を犠牲にしてもかまわないというような愛」「肉体関係を伴わない愛（プラトニック・ラブ）」「見返りを求めない愛（無償の愛）」などがある。本項では「純愛」という語を用いた事象について記述する。

## 純愛ブーム
2000年年代前半以降、小説や映画・テレビドラマなど様々なジャンルにおいて始まった流行であり、代表作には以下のようなものが挙げられる。
- 『世界の中心で、愛をさけぶ』や『いま、会いにゆきます』『愛の流刑地』などの恋愛小説
- 『恋空』『赤い糸』などのケータイ小説
- 「韓流ブーム」の嚆矢である韓国ドラマ『冬のソナタ』
- インターネット上の掲示板でのやりとりを元に構成された物語である『電車男』
- いわゆる「セカイ系」や「泣きゲー」と呼ばれる美少女ゲームやアダルトゲーム

これらの流行を受け伊藤左千夫の『野菊の墓』が「元祖セカチュー!」として分析されたこともある。
作家の本田透によれば、これら純愛系作品のブームは、（恋愛関係が事実上金銭的な商品として取引されるかのようになって）恋愛そのものに対する期待感が低まった現代における恋愛資本主義（恋愛によって異性を獲得することが至上命題とされ、そのためのコミュニケーション能力・経済力・容姿などの優劣のみによって個人の評価が定まるような社会）の最後の悪あがきなのだという。
また評論家の宇野常寛によれば、主人公の恋愛関係に超越性を見出す純愛ものの物語構造は、アニメ・ライトノベルといったオタク文化におけるセカイ系作品をはじめとしてさまざまな異なる文化圏において同時期に出現しながらも、その特定のクラスタ内でのみ熱狂的な支持を受けるという偏った形でヒットしており、ゼロ年代における決断主義的な物語回帰（すでに絶対的な特権性を失った価値観を、それがあくまで相対的なものに過ぎないことを織り込み済みで決断的に信望すること）のひとつと考えられるという。
社会学者の土井隆義は、純愛ブームの渦中にある諸作品は各々の世代ごとの異なるメンタリティによって支えられているとし、かつての純愛ものはさまざまな周囲との軋轢などの社会的障壁を克服することによって至高の愛が達成されるという構造をとっているのに対し、ゼロ年代の純愛ブームではそういった社会的要否は排斥され、反社会的でも非社会的でもない脱社会的な構造になっているとしている。
社会学者の阿部真大は、主にJ-POPの歌詞に注目しながら、純愛ブーム自体は1990年代初頭に始まって以後継続しているとして、1980年代・1990年代・2000年代にそれぞれにおいて若者文化における純愛の捉えられ方が変化していると論じている。それによれば、1980年代頃までは「消費」や「軽さ」といった価値観が重視されて「純愛」は未熟さの象徴として（大人にとっての回顧の対象として）歌われていたが、1990年代に入るとそれが陳腐化して純愛がスタイリッシュに歌われるようになり、さらに2000年代に入ると純愛は手段から目的へと転化しベタに求められるようになっていたのだという。

## 純愛系
アダルトゲームでは、強制的な性行為を強調した作品を「陵辱系」というのに対し、恋愛要素を強調した作品を「純愛系」と呼ぶことがある。美少女ゲームも参照。